# Aykut Soyak
Aykut Soyak (* 30. April 1995 in Paderborn) ist ein deutscher Fußballspieler.

## Werdegang
Der Mittelfeldspieler Aykut Soyak begann seine Karriere beim SC Grün-Weiß Paderborn und wechselte im Alter von elf Jahren zum SC Paderborn 07. Mit den B-Junioren der Paderborner stieg Soyak im Jahre 2011 in die U-17-Bundesliga auf. Als Vorletzter der Tabelle ging es für die Mannschaft allerdings nach nur einem Jahr wieder in die Westfalenliga hinunter. Im Jahre 2014 rückte Aykut Soyak in die zweite Mannschaft der Paderborner auf und wurde auf Anhieb zum Stammspieler. Mit der Paderborner Reserve wurde er in der Saison 2014/15 Meister der Westfalenliga 1 und stieg in die Oberliga Westfalen auf.
Am 18. Februar 2017 feierte Soyak sein Profidebüt beim Drittligaspiel des SC Paderborn 07 bei der zweiten Mannschaft von Werder Bremen. Sein erstes Profitor folgte am 5. April 2017 in dem Spiel beim Halleschen FC. Es war gleichzeitig sein erstes Profispiel, bei dem er in der Startformation stand.
Am 26. Januar verlieh ihn der SCP bis zum Ende der Saison an die SV Elversberg. Zur Saison 2018/19 wechselte er in die Regionalliga Nordost zum Viktoria Berlin, ein Jahr darauf zum Ligarivalen Lok Leipzig. Seit dem 13. November 2020 stand er bei Rot Weiss Ahlen unter Vertrag, ehe er im Februar 2021 zum SC Wiedenbrück wechselte.